# Juan Manuel Asensi
Juan Manuel Asensi Ripoll (Alicante, 23 de septiembre de 1949) es un exfutbolista español que desarrolló su carrera en los años 1960 y 1970. Posteriormente fue entrenador.

## Trayectoria
Se inició como profesional en el Elche C. F. donde jugó 4 temporadas, pero desarrolló la mayor parte de su carrera en el F. C. Barcelona, que pagó por el 10 millones de pesetas en 1970, lo que constituyó todo un récord en la época. En el Barcelona militó durante once temporadas, entre 1970 y 1981, en el que llegó a ser capitán del equipo tras la marcha de Johan Cruyff. Él mismo recogió el trofeo de campeones de la Recopa de Europa 1978-79 al ganar en Basilea al Fortuna Düsseldorf por 4-3.
Actualmente es el decimoséptimo jugador que ha jugado más partidos oficiales de la historia del club azulgrana, con 397 partidos. Marcó un total de 101 goles con el F. C. Barcelona, lo que sitúa en la posición vigesimoprimera en la lista de máximos goleadores de la historia del club.
Jugó su último partido oficial con el F. C. Barcelona el 9 de noviembre de 1980 en el Camp Nou ante el Atlético de Madrid, en partido correspondiente a la décima jornada de Liga de la temporada 1980-1981, partido en el que anotó un gol.
Pese a que había jugado solo 10 partidos de Liga como titular, dejó el F. C. Barcelona a mitad de temporada al aceptar una importante oferta económica del Puebla FC de México para jugar en la Primera División de México. Tras jugar una temporada en el Puebla FC jugó en el CF Oaxtepec, también de México, que fue su último club como jugador.
El 24 de mayo de 1981 recibió un homenaje organizado por el F. C. Barcelona con un partido entre el Barcelona y el Puebla, club en el que entonces militaba. Asensi jugó una parte en cada equipo. El partido lo ganó el conjunto español por 2 a 1.
Tras su retirada, se dedicó unos años a entrenar en el fútbol base. En 1984 fundó una escuela de fútbol para jóvenes en Barcelona, llamada Escuela TARR, y que recibe su nombre de las iniciales de sus cuatro socios fundadores, los exjugadores del FC Barcelona Torres, Asensi, Rexach y Rifé.
Entrenó también a equipos de las categorías inferiores del F. C. Barcelona. Su mayor éxito lo obtuvo con el Juvenil A, conquistando por primera vez para el club el doblete de Liga y Copa del Rey la temporada 1993/94.
Tras retirarse de los banquillos ha sido empresario, dedicado a las infraestructuras
deportivas.

## Selección nacional
Fue titular habitual en la selección de España. Debutó como internacional el 23 de febrero de 1969, siendo jugador del Elche CF. El partido de su debut fue un Bélgica-España disputado en Lieja y que finalizó 2-1.
Su último partido con la selección fue en la Eurocopa 1980 de Italia. Lo disputó en Milán el 15 de junio de 1980, con el mismo rival y el mismo resultado adverso que en el partido de su debut, derrota por 2-1 contra Bélgica.
En total fue 41 veces internacional con la selección y marcó 7 goles. Ganó 20 partidos, empató 9 y perdió 12.

### Participaciones en Copas del Mundo y Eurocopas
| Torneo               | Sede      | Resultado    |
| -------------------- | --------- | ------------ |
| Copa Mundial de 1978 | Argentina | Primera fase |
| Eurocopa 1980        | Italia    | Primera fase |

## Clubes como jugador
| Club         | País   | Año       |
| ------------ | ------ | --------- |
| Elche CF     | España | 1967-1970 |
| FC Barcelona | España | 1970-1981 |
| Puebla FC    | México | 1981      |
| CF Oaxtepec  | México | 1982      |

## Clubes como entrenador
| Club        | País   | Año       |
| ----------- | ------ | --------- |
| Orihuela CF | España | 2001-2002 |

## Palmarés

### Campeonatos nacionales
| Título                | Club            | País   | Año  |
| --------------------- | --------------- | ------ | ---- |
| Copa del Generalísimo | F. C. Barcelona | España | 1971 |
| Liga                  | F. C. Barcelona | España | 1974 |
| Copa del Rey          | F. C. Barcelona | España | 1978 |

### Copas internacionales
| Título           | Club            | Sede  | Año  |
| ---------------- | --------------- | ----- | ---- |
| Recopa de Europa | F. C. Barcelona | Berna | 1979 |